# Seven de Londres 2005
El Seven de Londres de 2005 fue la quinta edición del torneo inglés de rugby 7, fue el sexto torneo de la temporada 2004-05 de la Serie Mundial Masculina de Rugby 7.
Se disputó en el Twickenham Stadium de Londres.

## Fase de grupos

### Grupo A
| Equipo        | Encuentros | Encuentros | Encuentros | Encuentros | Tantos  | Tantos    | Tantos     | Puntos |
| Equipo        | jugados    | ganados    | empatados  | perdidos   | a favor | en contra | diferencia | Puntos |
| ------------- | ---------- | ---------- | ---------- | ---------- | ------- | --------- | ---------- | ------ |
| Nueva Zelanda | 3          | 3          | 0          | 0          | 99      | 7         | 92         | 9      |
| Escocia       | 3          | 2          | 0          | 1          | 43      | 50        | -7         | 7      |
| Túnez         | 3          | 1          | 0          | 2          | 35      | 58        | -23        | 5      |
| Rusia         | 3          | 0          | 0          | 3          | 35      | 97        | −62        | 3      |

Nota: Se otorgan 3 puntos al equipo que gane un partido, 2 al que empate y 1 al que pierda

### Grupo B
| Equipo     | Encuentros | Encuentros | Encuentros | Encuentros | Tantos  | Tantos    | Tantos     | Puntos |
| Equipo     | jugados    | ganados    | empatados  | perdidos   | a favor | en contra | diferencia | Puntos |
| ---------- | ---------- | ---------- | ---------- | ---------- | ------- | --------- | ---------- | ------ |
| Inglaterra | 3          | 2          | 0          | 1          | 77      | 24        | 53         | 7      |
| Francia    | 3          | 2          | 0          | 1          | 62      | 48        | 14         | 7      |
| Samoa      | 3          | 2          | 0          | 1          | 60      | 49        | 11         | 7      |
| Georgia    | 3          | 0          | 0          | 3          | 15      | 93        | −78        | 3      |

### Grupo C
| Equipo    | Encuentros | Encuentros | Encuentros | Encuentros | Tantos  | Tantos    | Tantos     | Puntos |
| Equipo    | jugados    | ganados    | empatados  | perdidos   | a favor | en contra | diferencia | Puntos |
| --------- | ---------- | ---------- | ---------- | ---------- | ------- | --------- | ---------- | ------ |
| Fiyi      | 3          | 3          | 0          | 0          | 122     | 5         | 117        | 9      |
| Australia | 3          | 2          | 0          | 1          | 59      | 38        | 17         | 7      |
| Canadá    | 3          | 1          | 0          | 2          | 26      | 89        | –63        | 5      |
| Italia    | 3          | 0          | 0          | 3          | 21      | 96        | –75        | 3      |

### Grupo D
| Equipo    | Encuentros | Encuentros | Encuentros | Encuentros | Tantos  | Tantos    | Tantos     | Puntos |
| Equipo    | jugados    | ganados    | empatados  | perdidos   | a favor | en contra | diferencia | Puntos |
| --------- | ---------- | ---------- | ---------- | ---------- | ------- | --------- | ---------- | ------ |
| Sudáfrica | 3          | 3          | 0          | 0          | 81      | 40        | 41         | 9      |
| Argentina | 3          | 2          | 0          | 1          | 83      | 41        | 42         | 7      |
| Kenia     | 3          | 1          | 0          | 2          | 31      | 74        | -43        | 5      |
| Portugal  | 3          | 0          | 0          | 3          | 36      | 76        | −40        | 3      |

## Fase Final

### Cuartos de final
| 6 de junio | Sudáfrica | 42 - 0 | Australia |  |  |

| 6 de junio | Nueva Zelanda | 21 - 12 | Francia |  |  |

| 6 de junio | Inglaterra | 40 - 7 | Escocia |  |  |

| 6 de junio | Argentina | 31 - 5 | Fiyi |  |  |

### Semifinal
| 6 de junio | Sudáfrica | 35 - 26 | Nueva Zelanda |  |  |

| 6 de junio | Inglaterra | 33 - 7 | Argentina |  |  |

### Final
| 6 de junio | Sudáfrica | 21 - 12 | Inglaterra |  |  |

| Bandera de Sudáfrica   |
| Campeón Sudáfrica      |
| 1º título del circuito |